# Distància hiperfocal

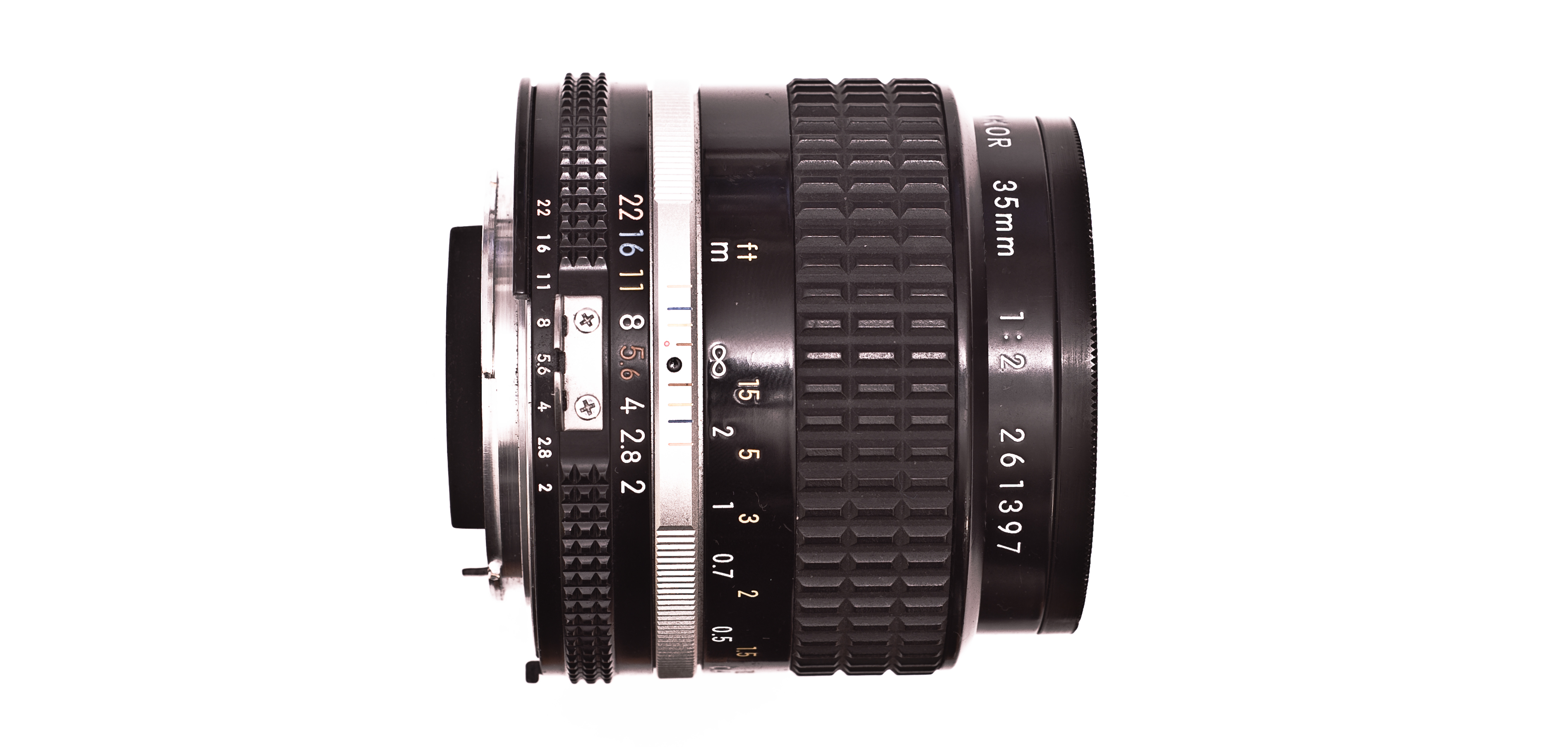
Objectiu amb en punt d'enfocament en infinit.

La distància hiperfocal  d'un objectiu és la mínima distància a la qual es percep el subjecte d'una manera nítida quan el punt d'enfocament de l'objectiu es col·loca en l'infinit (∞). Aquesta distància és la posició de l'enfocament que proporciona una major profunditat de camp.

## Definició
Es pot expressar de dues formes:
- És la distància des del pla nodal anterior, o centre òptic de la lent, fins al primer pla apreciablement nítid quan enfoquem a infinit.
- En fotografia, si s'enfoca a aquesta distància la profunditat de camp s'estén des de la meitat d'aquesta distància hiperfocal fins infinit.

Cal considerar que com la hiperfocal és la distància del centre òptic d'objectiu fins al punt calculat de l'escena, la distància d'enfocament seria la resultant de sumar aquesta hiperfocal més la distància de l'objectiu a la pel·lícula o sensor. Procés que se simplifica considerant la hiperfocal com a distància d'enfocament perquè es menysprea a la majoria dels casos aquesta distància addicional.

## Fórmula
Es pot calcular mitjançant l'expressió:
{\displaystyle H=F^{2}/f*CCM\,}
On H és la distància hiperfocal, F és la distància focal, f és el diafragma, i CCM és el cercle de confusió màxim.
De la fórmula es pot deduir que serà més gran per als teleobjectius que per als objectius de gran angular per la qual cosa aquests últims tindran una major profunditat de camp amb caràcter general. Inversament uns números f grans produiran una distància hiperfocal menor i, per tant, major profunditat de camp.

## Utilitat pràctica
En les càmeres amb "focus fix" la distància hiperfocal s'utilitzava per obtenir la màxima profunditat de camp per a qualsevol situació situant en punt d'enfocament en ella per la màxima obertura.